# Papegaaiachtigen
Papegaaiachtigen (Psittaciformes) vormen een orde van tropische, veelal bontgekleurde vogels. De groep bestaat uit vier families: Kaketoes (Cacatuidae), Nieuw-Zeelandse papegaaien (Strigopidae), Papegaaien van de Oude Wereld (Psittaculidae) en Papegaaien van Afrika en de Nieuwe Wereld (Psittacidae). De laatste twee families worden soms samengevoegd in één superfamilie, de "echte papegaaien" (Psittacoidea). 
Papegaaien kenmerken zich door hun sterke, gebogen snavel, een rechtopstaande houding en de geklauwde zygodactische poten. Veel papegaaien zijn fraai gekleurd en sommige soorten hebben een bijzonder gevormd verenkleed. De meeste papegaaien vertonen weinig of geen seksuele dimorfie. Ze leven voornamelijk van zaden, noten, fruit en ander plantaardig materiaal. Enkele soorten eten aas, en de lori's en parkieten zijn gespecialiseerd in het opzuigen van nectar uit bloemen.
Papegaaien komen van nature voor op het gehele zuidelijk halfrond, met name in de tropen. Op het zuidelijk halfrond komen soorten parkieten voor in gebieden met een gematigd klimaat zoals de kakariki's op eilanden ten zuiden en oosten van Nieuw-Zeeland en de magelhaenparkiet in het uiterste zuiden van Chili. Door ontsnapping uit gevangenschap of door bewuste introducties zijn in de loop van de twintigste eeuw in het wild levende populaties in de gematigde klimaatzone van het noordelijk halfrond ontstaan zoals de halsbandparkieten in de grote steden in Nederland en België.
Het woord "papegaai" is afkomstig van het Spaanse woord papagayo, dat op zijn beurt waarschijnlijk afgeleid is van het Arabische babagha en het Perzische babgha. Het Arabische woord is vermoedelijk uit West-Afrika ontleend. De Nederlandse vorm is mogelijk onder invloed van 'gaai' ontstaan.

## Kenmerken
Kenmerkend voor papegaaiachtigen is de sterke korte kromme snavel die zeer geschikt is voor het kraken van harde zaden en noten. De ondersnavel kan onafhankelijk van de bovensnavel worden bewogen.
Papegaaien hebben een korte hals en vier tenen, waarbij twee tenen naar voren staan en twee naar achteren. Dit maakt de vogels tot zeer goede klimmers. Bij het klimmen wordt ook de snavel gebruikt. In tegenstelling tot andere vogels hebben de meeste papegaaien geen vetproducerende stuitklier waarmee ze hun verenkleed in conditie kunnen houden. In plaats daarvan gebruiken Zuid-Amerikaanse papegaaien en de kaketoes hun donsveren, die afbrokkelen tot een poeder. Afrikaanse soorten zoals de grijze roodstaart hebben wel een stuitklier. De stof die door deze klier geproduceerd wordt verspreiden zij over hun verenkleed. Hierdoor is hun snavel voorzien van een grijs laagje.
Papegaaien zijn meestal kleurrijke vogels. Er zijn vaak geen uiterlijke verschillen tussen mannetje en vrouwtje, hoewel dit bij verschillende soorten wel het geval is. De vogels zijn beroemd om het nadoen van menselijke geluiden. Wilde papegaaien doen dit overigens niet, ook al leven ze in de buurt van menselijke nederzettingen.
Kaketoes hebben vele kenmerken gemeen met andere papegaaien, waaronder de gebogen snavel en de voeten met twee tenen voorwaarts en twee tenen achterwaarts. De families verschillen echter op een aantal anatomische punten van elkaar. Zo hebben kaketoes een vaak spectaculaire kuif die opgezet kan worden en hebben ze niet de speciale veertextuur die veel papegaaien hun regenboogkleurige kleuren geeft. Kaketoes zijn gemiddeld groter dan andere papegaaiensoorten.

## Leefwijze
Papegaaien leven in groepen en hebben binnen de groep een vaste partner. In het papegaaienhuwelijk domineert het vrouwtje, dat 'pop' wordt genoemd. De vogels versterken hun band steeds weer door elkaar aandachtig te beknabbelen. Er heerst in de papegaaiensamenleving een duidelijke rangorde. Conflicten worden uitgevochten door te dreigen, in een later stadium grijpen de vogels met de poten naar elkaar en echt ernstige ruzies worden beslecht met de krachtige snavel. Omdat ze elkaar op die wijze ernstige verwondingen kunnen toebrengen zullen papegaaien snavelgevechten zo veel mogelijk vermijden.
Papegaaien brengen de meeste tijd door in bomen. Ze klauteren meer dan ze vliegen en vertonen zich zelden op de grond, hoewel er soorten zijn die zich overwegend of zelfs uitsluitend daar op houden. Papegaaien communiceren met elkaar door rauwe kreten die voor de mens hetzelfde klinken maar waarin de vogels allerlei nuances kunnen onderscheiden.

## Voedsel
Papegaaien eten een gevarieerd dieet. Zaden en vruchten zijn belangrijk, maar ook nectar, stuifmeel en ongewervelde dieren worden gegeten. Een klein aantal soorten voedt zich bovendien met aas of jaagt zelf. Van de kea (die meestal tot een andere familie, de Strigopidae gerekend wordt) is bijvoorbeeld bekend dat hij jonge stormvogels en schapen aanvalt en kan doden. De zeer kleine spechtpapegaaien zijn ook een uitzondering en kunnen zich met korstmossen voeden. Om het gif in sommige vruchtensoorten te neutraliseren eten sommige papegaaiensoorten klei. Daartoe bezoeken ze groepsgewijs (meestal) vaste plaatsen. Het is onmogelijk het dieet van papegaaien in de natuur voor huiskamervogels exact na te bootsen. Er zijn diverse uitgebalanceerde voedingen op de markt die voor een groot deel in de behoeften van de vogel kunnen voorzien, dit kan een pelletvoer zijn maar ook een uitgebalanceerde mengeling van zaden, noten, gedroogde groenten en gedroogde vruchten. Uiteraard is het belangrijk dat vruchten en groenten waar mogelijk vers gegeven worden.
Daarom is ook de palmnoot een belangrijke bestanddeel in de voeding van bijvoorbeeld ara, grijze roodstaart, palmkaketoe en diverse andere papegaaiensoorten. Van de grijze roodstaart is bekend dat zijn natuurlijke dieet voor 80 procent uit de palmnoot bestaat. Deze palmnoot is bij gespecialiseerde dierenwinkels te verkrijgen.

## Papegaaien als huisdier
Papegaaien werden in de oudheid al door de Grieken gehouden die de vogels 'bittakos' noemden. Verder waren ze veel geziene gasten aan boord van schepen, waardoor ze in allerlei landen werden geïntroduceerd. Soorten die thans veel als huisdier worden gehouden zijn de amazonepapegaaien en de grijze roodstaart.
Papegaaien accepteren in gevangenschap de mens als partner en zullen diens aandacht proberen te trekken door zijn of haar stem na te bootsen. Omdat het zeer sociale vogels zijn, hebben ze veel aandacht nodig. Gebrek aan aandacht en verveling kunnen leiden tot onophoudelijk krijsen en verenplukken. Papegaaien hebben ongeveer de intelligentie van een peuter. Ongewenst gedrag is snel aangeleerd en kan het meest effectief bestreden worden door de vogel totaal te negeren.

### Praten en leeftijd
Papegaaien kunnen uitstekend leren praten maar het is niet onomstotelijk bewezen dat de vogel ook daadwerkelijk begrijpt wat hij zegt. Wel is uit onderzoek gebleken dat papegaaien woorden kunnen verbinden aan bepaalde voorwerpen en situaties. Grijze roodstaarten worden over het algemeen beschouwd als de beste praters.
Papegaaien kunnen een hoge leeftijd bereiken (50 jaar of meer) en het gebeurt dus nogal eens dat ze in gevangenschap hun eigenaar overleven.
Het is in Nederland (nog) toegestaan om van sommige soorten in het wild gevangen papegaaien als huisdier te houden. Deze vogels komen goedkoop in de handel maar lopen vaak trauma's op waardoor ze als huiskamervogel minder geschikt zijn en allerlei vormen van neurotisch gedrag gaan vertonen zoals het uittrekken van de veren en onophoudelijk krijsen.

## Taxonomie

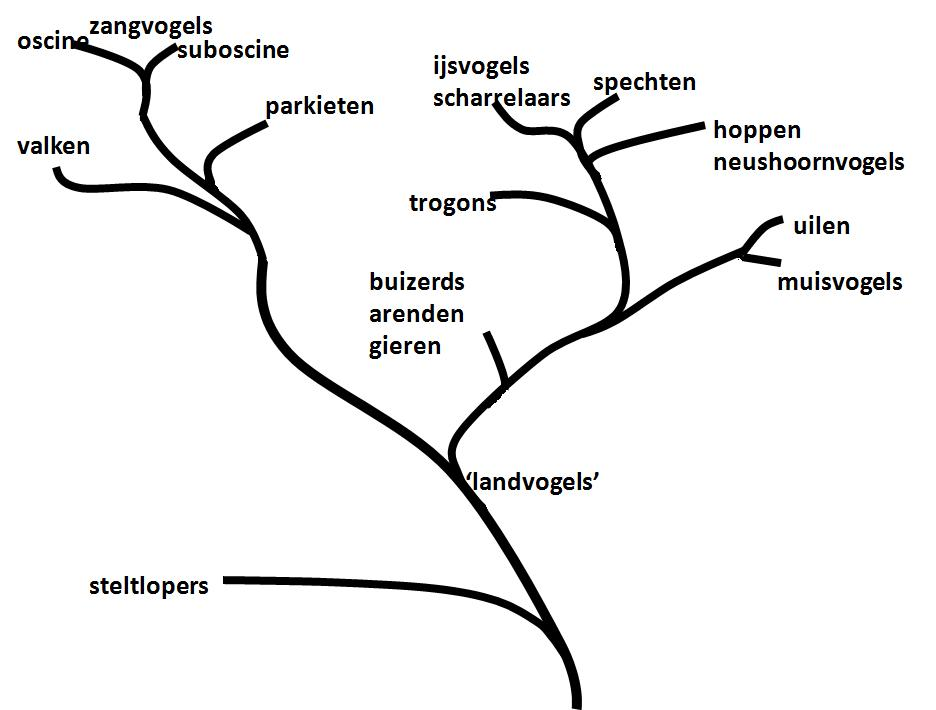
De landvogels volgens Hackett et al.

Papegaaiachtigen (Psittaciformes) zijn een orde van de vogels en telt vier families, bijna 100 nog levende geslachten en bijna 400 nog levende soorten
1. Kaketoes (Cacatuidae)
2. Papegaaien van de Oude Wereld (Psittaculidae) uit Afrika, Azië, Australazië en Polynesië)
3. Papegaaien van Afrika en de Nieuwe Wereld (Psittacidae) uit voornamelijk Zuid-Amerika en twee geslachten uit Afrika.
4. Nieuw-Zeelandse papegaaien (Strigopidae)

De Zuid-Amerikaanse papegaaien zoals de ara's behoren samen met een aantal families die in Afrika voorkomen tot de Psittacidae (Papegaaien van Afrika en de Nieuwe Wereld). De lori's en parkieten uit Australazië en een aantal geslachten waaronder de dwergpapegaaien (geslacht Agapornis) uit Afrika en de vasapapegaaien van Madagaskar behoren tot de Psittaculidae (Papegaaien van de Oude Wereld).
Daarnaast worden apart onderscheiden de Nieuw-Zeelandse papegaaien (Strigopidae) en de Kaketoes (Cacatuidae). Kaketoes en Nieuw-Zeelandse papegaaien worden in de spreektaal ook papegaai genoemd, maar ze behoren niet tot de "echte papegaaien".

### Indeling
In het DNA-onderzoek naar de taxonomie van de vogels van Hackett et al. kwamen de papegaaiachtigen verrassend als de naaste verwanten van de zangvogels uit de bus, daarin gevolgd door de valken (maar niet de andere roofvogels).
-
Volgens modern moleculair genetisch onderzoek aan de papegaaiachtigen zijn de drie hoofdgroepen volgens dit zogenaamde cladogram met elkaar verbonden:
|  | \| \| Kaketoes (Cacatuidae) \| \| \| \| \| \| "echte papegaaien" (Psittacidae en Psittaculidae) \| \| \| \| |
|  | |
|  | Strigopidae (Nieuw-Zeelandse papegaaien)                                                                    |
|  | |
|  | Kaketoes (Cacatuidae)                                                                                       |
|  | |
|  | "echte papegaaien" (Psittacidae en Psittaculidae)                                                           |
|  | |

|  | Kaketoes (Cacatuidae)                             |
|  |                                                   |
|  | "echte papegaaien" (Psittacidae en Psittaculidae) |
|  |                                                   |

Accipitriformes (roofvogels en gieren, exclusief valken) · Aegotheliformes (dwergnachtzwaluwen) · Anseriformes (eendachtigen) · Apodiformes (gierzwaluwen en kolibries) · Apterygiformes (kiwi's) · Bucerotiformes (neushoornvogels) · Caprimulgiformes (nachtzwaluwen) · Cariamiformes (seriema's) · Casuariiformes (kasuarissen en emoe) · Charadriiformes (steltloperachtigen) · Ciconiiformes (ooievaarachtigen) · Coliiformes (muisvogels) · Columbiformes (duiven) · Coraciiformes (scharrelaars) · Cuculiformes (koekoekachtigen) · Eurypygiformes (kagoe en zonneral) · Falconiformes (valken en caracara’s) · Galliformes (hoenderachtigen) · Gaviiformes (duikers) · Gruiformes (kraanvogelachtigen) · Leptosomiformes (koerol) · Mesitornithiformes (steltrallen) · Musophagiformes (toerako's) · Nyctibiiformes (reuzennachtzwaluwen) · Opisthocomiformes (hoatzin) · Otidiformes (trappen) · Passeriformes (zangvogels) · Pelecaniformes (pelikanen, reigerachtigen, ibissen en lepelaars) · Phaethontiformes (keerkringvogels) · Phoenicopteriformes (flamingo's) · Piciformes (spechtachtigen) · Podargiformes (kikkerbekken) · Podicipediformes (futen) · Procellariiformes (buissnaveligen) · Psittaciformes (papegaaiachtigen) · Pterocliformes (zandhoenders) · Rheiformes (nandoes) · Sphenisciformes (pinguïns) · Steatornithiformes (vetvogel) · Strigiformes (uilen) · Struthioniformes (loopvogels o.a. struisvogel) · Suliformes (slangenhalsvogels, fregatvogels, aalscholvers en janvangenten) · Tinamiformes (stuithoenders) · Trogoniformes (trogons)

 Portaal Vogels · Indeling van de vogels